# Białka Tatrzańska
Białka Tatrzańska (prononciation : [ˈbjau̯ka taˈtʂaɲska]) est un village, situé sur le territoire de la commune de Bukowina Tatrzańska, ainsi qu'une station de ski, situés dans la Voïvodie de Petite-Pologne, dans le sud de la Pologne.
Le village compte 2 200 habitants.
Le centre du village a vu se développer un complexe sportif associant le domaine skiable de Kotelnica Białczańska (pl) et le centre thermal Terma Bania.